# Chuck Knoblauch
Edward Charles Knoblauch (ur. 7 lipca 1968) – amerykański baseballista, który występował na pozycji drugobazowego.
Knoblauch studiował na Texas A&M University, gdzie w latach 1987–1989 grał w drużynie uniwersyteckiej Texas A&M Aggies. W czerwcu 1989 został wybrany w pierwszej rundzie draftu z numerem 20. przez Minnesota Twins i początkowo grał w klubach farmerskich tego zespołu, między innymi w Orlando Sun Rays, reprezentującym poziom Double-A. W Major League Baseball zadebiutował 9 kwietnia 1991 w meczu przeciwko Oakland Athletics. W tym samym roku wystąpił we wszystkich meczach World Series, w których Twins pokonali Atlanta Braves 4–3, a także został wybrany najlepszym debiutantem w American League. Jako zawodnik Twins czterokrotnie był członkiem American League All-Star Team, zdobył Złotą Rękawicę i dwa razy otrzymał nagrodę Silver Slugger Award.
W lutym 1998 w ramach wymiany zawodników przeszedł do New York Yankees, z którym trzykrotnie wygrał World Series. W sezonie 2001 grał w Kansas City Royals, w którym zakończył karierę.
W 2008 przyznał się do zażywania niedozwolonych środków dopingujących, między innymi hormonu wzrostu, podczas gry w MLB.
| Nagroda/wyróżnienie         | Lata                   | Źródło      |
| 4× All-Star                 | 1992, 1994, 1996, 1997 | [ 2 ]       |
| Gold Glove Award            | 1997                   | [ 2 ]       |
| 2× Silver Slugger Award     | 1995, 1997             | [ 2 ]       |
| AL Rookie of the Year Award | 1991                   | [ 2 ]       |
| 4× zwycięzca w World Series | 1991, 1998, 1999, 2000 | [ 2 ] [ 4 ] |